# 문산읍 (진주시)
문산읍(文山邑)은 대한민국 경상남도 진주시의 읍이다. 4만 인구수용 자급자족 도시 건설과 정부 12개 공공기관이 이전할 혁신도시 건설지이며, 환경독성연구센터 유치와 실크전문단지 조성을 하고 있으며, 철도, 고속도로, 국도 지방도의 사통팔당의 교통요충지이다. 생물산업유치와 교통여건 변화 등으로 동부권 중심 도시 발전을 기획하고 있으며, 개발제한구역 해제로 발전 잠재력을 가지고 있다. 단감, 배, 시설채소 주산단지로 도시 근교 농가 소득에 기여하고 있다.

## 연혁
조선조 전기까지는 진주목 동면 법륜리 굴곡리라 하였다. 임진왜란 후 법륜, 굴곡리는 조동리에 합하여 조동리로 불렸다. 1832년 조선 순조 32년 이래로는 소촌리, 갈곡리,조동리라 하였고, 1864년 고종 1년 이후 구한말 때까지는 소촌면(갑오경장 이후 문산면으로 개칭), 갈곡면, 조동면(일부)이라 하였다. 1914년 4월 1일, 진주군 문산면 갈곡면과 조동면, 이곡면, 송곡면 각 일부 등을 통폐합하여 문산면이라고 하였다.
그리고 문산면 1동, 2동, 조동면 갈전동, 속사동 각 일부로서 소문리라 하고, 문산면 상이동 일동의 일부로서 상문리라 하고, 문산면 3동 일부, 이곡면 제곡동으로서 삼곡리라 하고, 문산면 3동, 송곡면 정자동, 이곡면 어수동, 이곡동 각 일부로서 이곡리라 하고, 갈곡면 외동, 동곡동, 송곡면 송곡동 일부를 안전리라 하고, 갈곡면 내동, 상촌동으로서 갈촌리라 하여 6리로 개편되었다.
1973년 7월 1일에는 정촌면 옥산리와 동물리가 편입되었다. 1995년 3월 1일에는 읍으로 승격되었다. 1995년 11월 1일에는 갈촌리는 갈곡리로, 동물리는 두산리로 개칭되었으며, 문산면은 8개 리를 관할하고 있다.

## 행정 구역
- 상문리 (象文里)
- 소문리 (蘇文里)
- 삼곡리 (三谷里)
- 이곡리 (耳谷里)
- 안전리 (安全里)
- 옥산리 (玉山里)
- 갈곡리 (葛谷里)
- 두산리 (斗山里)

## 교육
- 문산초등학교
- 한국국제대학교
- 진주혜광학교
- 진양도서관

## 특산물
- 단감
- 홍고추
- 배